# 호시 나쓰미
호시 나쓰미(일본어: 星奈津美, 1990년 8월 21일 ~ )는 접영을 주종목으로 하는 일본의 수영 선수이다. 2012년 런던 올림픽 여자 접영 200m 결승 경기에서 동메달을 획득했다.

## 학력
- 와세다 대학교